# Młyn w Szadku
Młyn w Szadku – młyn zbożowy wybudowany w latach 1917–1926, znajdujący się w Szadku w województwie łódzkim.

## Historia
Budowę młyna parowego rozpoczęto w 1917. W 1926 ukończono budowę, zainstalowano maszyny i uruchomiono produkcję. W okresie II wojny światowej był czynny i działał pod zarządem niemieckim – w tym okresie został zelektryfikowany. W 1946 podjął pracę jako młyn elektryczny, a w 1951 został upaństwowiony. Pozostawał pod nadzorem państwowym do schyłku PRL. Po 1989 został sprzedany prywatnemu inwestorowi. W latach 1993–1997 dokonano rozbudowy i modernizacji młyna w Szadku, w efekcie czego stał się najnowocześniejszym i dysponującym największą mocą przemiałową młynem w regionie. W tym okresie wypromowana została marka „Mąka Szadkowska”.  W 1995 młyn składał się z trzech części: budynku trzykondygnacyjnego (produkcyjnego) oraz dwóch mniejszych, przeznaczonych na garaże i biura. Produkował wówczas ok. 4 tys. ton mąki rocznie.

## Charakterystyka
Młyn według stanu z 2024 jest czynny i stanowi własność spółki Młyn Łaszkiewicz. Oferuje produkty dla klientów detalicznych (mąkę pszenną, mąkę krupczatkę i kaszę mannę), a także mąkę przemysłową (piekarniczą i makaronową) i otręby (pszenne i żytnie). Przedsiębiorstwo prowadzi również skup zboża w województwie łódzkim.